# Gasoducto Bolivia-Brasil

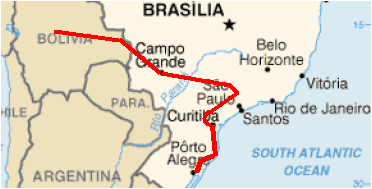
Trazado del Gasoducto Bolivia-Brasil

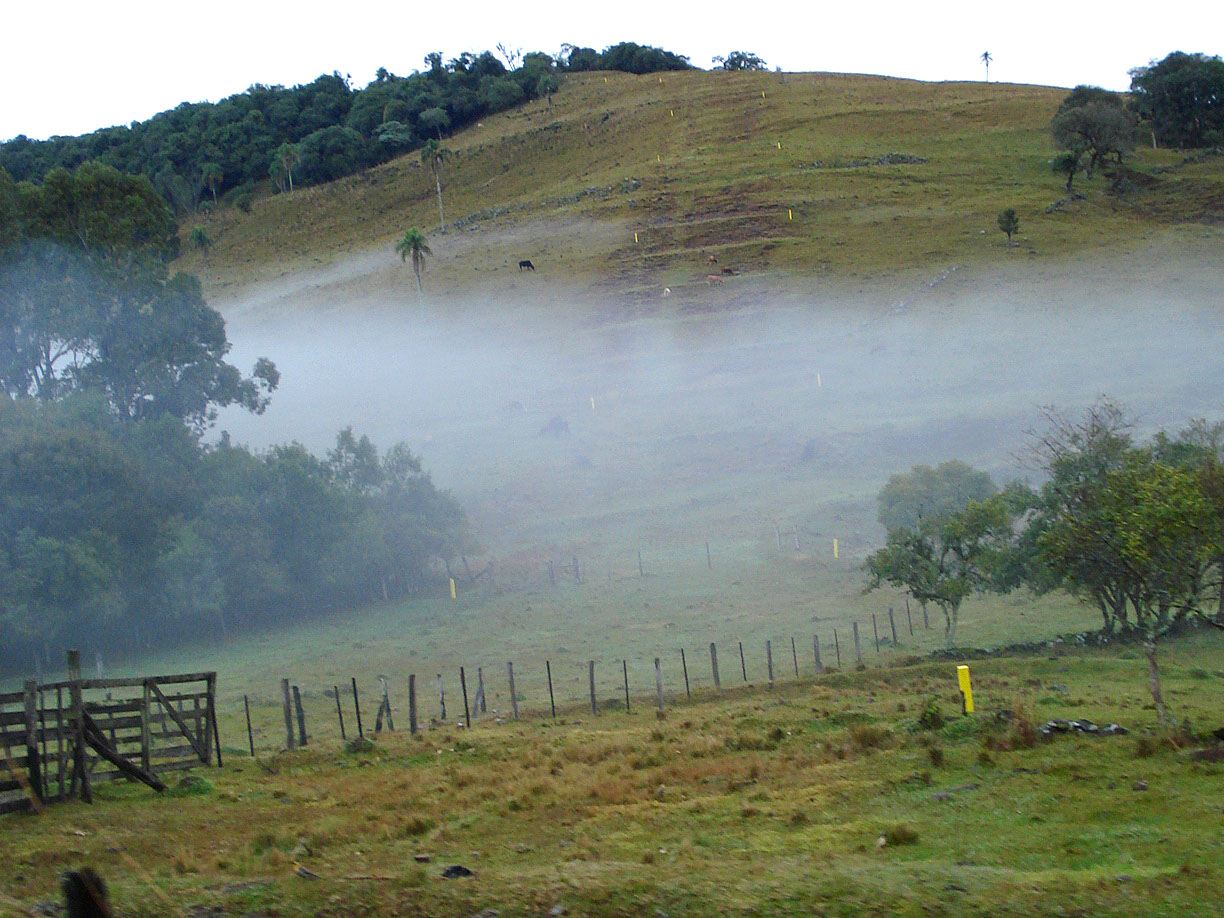
Demarcación sobre el Gasoducto Bolivia-Brasil en la zona rural de Taquara, Río Grande del Sur, Brasil.

El Gasoducto Bolivia-Brasil (en portugués Gasoduto Bolívia-Brasil), también conocido como Gasbol, es un ducto de transporte de gas natural entre Bolivia y Brasil, con 3150 km de extensión, 557 en territorio boliviano (trecho administrado por Gas TransBoliviano) y 2593 km en territorio brasileño (trecho administrado por Transportadora Brasileira Gasoduto Bolívia-Brasil).
La construcción, funcionamiento y comercio del gas se rige por el Tratado de La Paz, redactado en 1996. El gasoducto comenzó a ser construido en 1997, iniciando su operación en 1999. Estuvo plenamente operativo en 2010, con el objetivo de que el gas natural llegara al 15% de todo el consumo energético brasileño.
El gasoducto nace en Río Grande, en las cercanías de Santa Cruz de la Sierra y termina en la ciudad gaúcha de Canoas, atravesando también los estados de Mato Grosso del Sur, São Paulo, Paraná, Santa Catarina, Río Grande del Sur, pasando por alrededor de cuatro mil propiedades en 135 municipios.
En el estado de São Paulo el trazado acompaña al río Tietê y llega a Campinas, donde se encuentran las industrias que, en 1999, fueron pioneras en la utilización del gas natural boliviano. El trayecto es estratégico, pues pasa por un área que representa el 71% del consumo energético brasileño, 82% de la producción industrial del país y 75% del PBI.
Hasta la construcción del gasoducto, terminado en 2010 - (ANP), en el estado de São Paulo solamente la capital y algunos municipios adyacentes usaban el gas natural brasileño, extraído de las plataformas submarinas de Campos de Goitacases y de Santos. Este sistema ya se encuentra conectado al ducto del gas boliviano a través de una conexión en las cercanías del Vale do Paraíba. El gas natural de Campos, luego de alimentar algunos municipios en el área de São José dos Campos, es dirigido a la red paulista por los ductos que corren paralelamente a la via Dutra y el de Santos sube a Serra do Mar, en dirección a la zona industrial de la región metropolitana.